# 신암운수
신암교통(神岩交通)은 경기도 양주시의 마을버스 회사로 양주시에 운영한 마을버스 회사 중 노선수가 제일 많다. 본사는 경기도 양주시 남면 삼일로 818에 있다. 계열사로는 현성교통이 있다.

## 운행 노선
- ● 3번 : 해성산부인과 ↔ 가래비시장
- ● 3(첫차B)번 : 세진전사앞 → 가래비시장
- ● 3-2번 : 비룡성당앞 ↔ 봉암리 ↔ 동두천시청
- ● 3-3번 : 도하2리(살구골) ↔ 양주역
- ● 3-3B번 : 은현면 행정복지센터 ↔ 양주역
- ● 3-4번 : 비룡성당앞 ↔ 상패동 ↔ 동두천시청
- ● 3-5번 : 비룡성당앞 ↔ 양주역
- ● 3-6번 : 비룡성당앞 ↔ 양주역 (양주역 방향 백석고 경유)
- ● 3-7번 : 비룡성당앞 ↔ 양주역 (신산리 방향 백석고 경유)
- ● 3-8번 : 은현면 행정복지센터  ↔ 양주역
- ● 13번 : 가래비주유소 ↔ 기우리
- ● 13-1번 : 가래비주유소 ↔ 백석농협
- ● 14번 : KT동두천지사 ↔ 백석농협
- ● 14-1번 : KT동두천지사 ↔ 백석고등학교
- ● 15-1(지축)번 : 양주역 ↔ 지축역
- ● 15-1(구파발)번 : 양주역 ↔ 구파발역
- ● 17A번 : 가래비주유소 ↔ 두곡리 ↔ 지행역
- ● 17B번 : 가래비주유소 ↔ 지행역 (막차노선)
- ● 18(아침)번 : 세진전사앞 → 양주역
- ● 18번 : 양주역 ↔ 안고령
- ● 18(막차)번 : 양주역 → 세진전사앞

## 보유 차량
자일대우버스
- 자일대우 레스타
- 자일대우 NEW BS106

KGM커머셜
- KGM 스마트 110

현대자동차
- 현대 뉴 카운티
- 현대 카운티 뉴 브리즈
- 현대 그린시티
- 현대 뉴 슈퍼 에어로시티
- 현대 일렉시티

하이거 버스
- 하이거 하이퍼스